# 8 (singel)
8 släpptes, som Dammsugarförsäljare Blues, år 1994 på Birdnest. Det var De Lyckliga Kompisarnas fjärde singel. Singeln innehåller 3 covers.

## Låtar på singeln
| Nr | Titel                    | Längd | Notering                |
| -- | ------------------------ | ----- | ----------------------- |
| 1. | Vad har du i fickan Jan? | 2.03  | Cover på Hasse och Tage |
| 2. | Punkjävlar               | 2.54  | Cover på Eddie Meduza   |
| 3. | Fredag                   | 1.32  | Cover på Mörbyligan     |